# Ki kicsoda a magyar mezőgazdaságban?
A Ki kicsoda a magyar mezőgazdaságban? a szekszárdi Babits Kiadó gondozásában jelent meg és az agrár szakma jeles személyeinek életrajzát tartalmazza. A három részesre tervezett lexikonból végül csak az első kötet (A–H) jelent meg. 515 oldalon 1800 szócikket foglal magába a könyv.
A lexikon a Révai új lexikona segédkönyveként A századvég magyarsága sorozatban jelent meg.
1989. január 1-jén élt személyek szerepelnek a lexikonban.
A lexikont Balogh Margit szerkesztette. A kötet szerzői voltak: Asztalos István, Balogh Margit, Barabás Pálné, Bodrits István, Kozák Péter, Markó László, Mezey István, Siti Arni, Szabó Róbert, Szitásné Gyergyádes Lídia, Szüllő Béláné, Tiner Tibor, Újvári Beáta, Vargáné Balogh Erika.